# Jim Gray
Jim Gray (anglès: James Nicholas "Jim" Gray)  (San Francisco, 12 de gener de 1944 - oceà Pacífic, 28 de gener de 2012) suposat perdut a la mar el 28 de gener de 2007; declarat oficialment mort el 16 de maig de 2012. Fou un informàtic nord-americà que va guanyar el Premi Turing de 1998 "per contribucions fundacionals a la recerca en bases de dades i processament de transaccions, i pel lideratge tècnic en la implementació de sistemes".

## Primers anys
Gray va néixer a San Francisco, a Califòrnia, i era el segon fill d'una mare professora i un pare militar; la família es va traslladar a Roma on Gray va passar la major part dels seus primers tres anys de vida, aprenent l'italià abans que l'anglès. Després, la família es va traslladar a Virgínia, passant-hi uns quatre anys, fins que els pares de Gray es van divorciar; llavors va tornar a San Francisco amb la mare. El seu pare, inventor aficionat, va patentar un disseny per un cartutx de cinta per a les màquines d'escriure que li garantia una renda substanciosa.
Després de ser rebutjat per l'Acadèmia de les Forces Aèries, va començar a la Universitat de Califòrnia a Berkeley el 1961, pagant 67 dòlars per semestre. Per ajudar a pagar-se la universitat, va treballar de becari a General Dynamics, on va aprendre a utilitzar una calculadora marca Monroe. Desanimat per les notes de química, va deixar Berkeley durant sis mesos, tornant-hi després d'una experiència a la indústria que més endavant va descriure com "horrible". Gray es va llicenciar en Matemàtiques per l'Enginyeria (Matemàtiques i Estadística) el 1966.
Després de casar-se, Gray va traslladar-se amb la seva dona Loretta a Nova Jersey, d'on era ella; ella va trobar feina de professora, i ell va començar a treballar als Bell Labs treballant en una simulació digital que havia de ser part de Multics. A Bell, treballava tres dies a la setmana, i llavors passava dos dies estudiant un màster a l'Institut Courant de Ciències Matemàtiques de la Universitat de Nova York. La parella tenia pensat treballar un any, fer "prou diners per poder marxar durant cinc anys i fer la volta al món". Abans de començar el seu viatge, van tornar a Berkeley per estar-s'hi tres mesos. Després de dos mesos viatjant, van tornar a Berkeley, amb les ganes de viatjar sadollades. Gray va començar un doctorat amb Michael Harrison de director de tesi. Gray va doctorar-se el 1969, en llenguatges de programació, i després va fer dos anys de feina post-doctoral amb IBM.

## Recerca
Gray va fer la seva carrera treballant principalment com a investigador i com a dissenyador de programari en unes quantes empreses industrials, com IBM, Tandem Computers, i DEC. Va passar a Microsoft el 1995 on era Technical Fellow
fins que es va perdre a la mar el 2007.
Gray va contribuir a molts sistemes importants de base de dades i de processament de transaccions. El System R d'IBM fou precursor de les bases de dades relacionals SQL que ara són un estàndard mundial. A Microsoft, va treballar a TerraServer-USA i Skyserver.
Alguns dels seus assoliments més coneguts són:
- Bloqueig granular de bases de dades[15]
- semàntica de "commit" de les transaccions en dos nivells
- la "regla dels cinc minuts" per reservar emmagatzemament
- l'operador del cub OLAP per a aplicacions d'emmagatzemament de dades
- descriure els requeriments per a processat fiable de transaccions (anomenat prova ACID) i implementar-los en programari.

Va contribuir al desenvolupament de Virtual Earth, que més endavant es va conèixer com a Bing maps.

## Desaparició

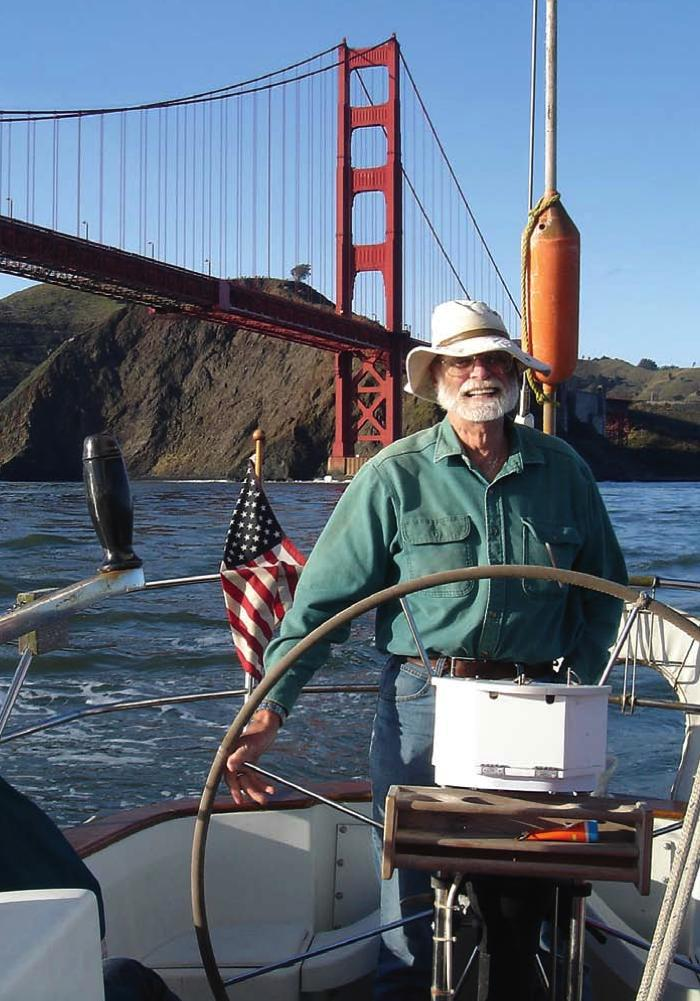
Jim Gray a bord el Tenacious el gener de 2006

El diumenge, 28 de gener de 2007, durant un viatge curt en solitari amb el seu veler cap a les Illes Farallon, prop de San Francisco, per escampar les cendres de la seva mare, Gray i el seu veler de 12 metres, Tenacious, van desaparèixer. La guàrdia costanera va buscar-lo durant quatre dies amb un avió C-130, helicòpters, i patrulleres però no en van trobar cap rastre.
El vaixell de Gray anava equipat amb una balisa d'emergència automàtica, que s'hauria hagut de disparar i començar a transmetre en el mateix moment que el vaixell s'enfonsés. La zona del voltant de les Illes Farallon per on navegava Gray queda molt al nord del canal Est-Oest que utilitzen els vaixells mercants que entren i surten de la badia de San Francisco. El temps era bo i cap vaixell va informar que hagués topat amb un veler, ni es van captar transmissions de ràdio d'emergència.
L'u de febrer de 2007, el satèl·lit DigitalGlobe va escombrar la zona, generant milers d'imatges. Les imatges es van passar a l'Amazon Mechanical Turk per distribuir la feina de buscar en totes elles amb l'esperança de trobar-hi la barca.
De seguida es van proposar moltes teories sobre la desaparició de Gray.
El 16 de febrer de 2007, la família i els amics (que representaven l'elit de Silicon Valley i bona part de la comunitat científica nord-americana) van suspendre la cerca, encara que continuaven oberts a seguir pistes significatives. La família va deixar estar la cerca submarina el 31 de maig de 2007. Malgrat molts esforços i l'ús de tecnologia punta, totes les cerques van ser infructuoses.
Al cap de cinc anys sense aparèixer, el 16 de maig de 2012, Gray va ser declarat oficialment mort a la mar.